# ムハンマド・オスマン (サッカー選手)
ムハンマド・オスマン（Mohammed Osman、1994年1月1日 - ）は、シリア・カーミシュリー出身のサッカー選手。ポジションはMF。シリア代表。

## 経歴

### クラブ
2008年よりフィテッセの下部組織で育成され、2013年7月、クラブと2年間のプロ契約を結んだ。2015-16シーズンより正式にリザーブチームからトップチームに昇格した。
2015年8月14日、オスマンが21歳のときローダJCとのホームゲームで後半36分、マーヴェラス・ナカンバとの交代でトップチームデビューを果たした。しかし、トップチームに定着することはできず、在籍の大半をヨング・フィテッセで過ごし、2017年9月6日にクラブを退団してテルスターへと加入した。
2018年1月30日、ヘラクレス・アルメロに移籍した。
2021年9月10日、スパルタ・ロッテルダムに移籍した。

### 代表
オスマンはシリアのカーミシュリーで生まれたが、オランダで育ったため、両国のパスポートを保持している。
ユース代表ではオランダを選択したが、フル代表はシリア代表を選び、AFCアジアカップ2019に参加した。